# Liste des revues littéraires
Pour un article plus général, voir Revue littéraire.
Liste des revues littéraires papier et numériques de tous pays classées par ordre alphabétique.

## Revues actuelles

### 0–9
- 20x20 magazine (en) (Royaume-Uni)
- 3:AM Magazine (en) (numérique)
- 32 Poems (en) (États-Unis)
- 813 (France)

### A
- Able Muse (en) (numérique et papier)
- Adam Sanat (en) (Turquie)
- AGNI (magazine) (en) (États-Unis)
- Agnieszka's Dowry (États-Unis)
- Agone (France)
- Akcent (Pologne)

- American Short Fiction (États-Unis)

- Antioch Review (États-Unis)
- Apalachee Review (États-Unis)
- L'Archipel des lettres (France)
- The Aroostook Review (États-Unis)
- Art-matin (France)
- Arpa (France)
- Ars Interpres (États-Unis)
- Ascent (numérique)

- L'Atelier du Roman (France)
- The Atlantic Monthly (États-Unis)
- Australian Book Review (Australie)
- Avery Anthology (États-Unis)
- À verse (France)

### B
- Baltimore Review (États-Unis)
- Bakwa (magazine) (Cameroun)
- Bayou (États-Unis)

- The Bear Deluxe (États-Unis)
- Beat Scene (Royaume-Uni)
- The Believer (États-Unis)
- Bellevue Literary Review (États-Unis)
- Bellingham Review (États-Unis)
- Berkeley Fiction Review (États-Unis)
- Bifrost (France)
- Black Clock (États-Unis)
- The Black Herald (France / Grande-Bretagne)
- Black Warrior Review (États-Unis)
- Blueprintreview (numérique)
- Bokvennen litterært magasin (Norvège)
- Bomb Magazine (États-Unis)
- Bookforum (États-Unis)
- Borborygmes (France)
- Bordel (France)
- Boston Review (États-Unis)
- Bottle rockets (États-Unis)
- Boulevard (États-Unis)
- Briar Cliff Review (États-Unis)
- Brick (Canada)
- Bulles de Savoir (numérique, France)
- Busk (numérique)

### C
- Le Cafard hérétique (France)
- Cahier critique de poésie - CCP (France)
- Cahiers Albert Cohen (France)
- Cahiers de l'Herne (France)
- Les cahiers du Boudoir (France)
- Cahiers Octave Mirbeau (France).
- Callaloo (États-Unis)
- Le Capital des mots (France) (numérique)
- Carnets de l'Iliazd-Club (France)
- La Cause Littéraire (France)
- Cenobio. Rivista trimestrale di cultura (Italie)
- Cha: An Asian Literary Journal (Hong Kong)
- Le Chant du Monstre (France)
- Chapman Magazine (États-Unis)
- Chariton Review (États-Unis)
- Chattahoochee Review (États-Unis)
- Chelsea (États-Unis)
- Chicago Review (États-Unis)
- Chiron Review (États-Unis)
- Clarion (États-Unis)
- Cohues (numérique, France)
- Colorado Review (États-Unis)
- Columbia: A Journal of Literature and Art (États-Unis)
- Comme en poésie (France)
- Concerto pour marées et silence, revue (France)
- Concho River Review (États-Unis)
- Conférence (France)
- Confrontation (États-Unis)
- Conjunctions (États-Unis)
- Contrary Magazine (États-Unis)
- Contre-allées (France)
- La Couleur des jours (Suisse romande)
- Crazyhorse (États-Unis)
- Creative Nonfiction (États-Unis)
- Cricket (États-Unis)
- Critique (France)
- CutBank (en) (États-Unis)
- Cyclocosmia (France)

### D
- Daïmon[2] (France)
- DDT
- Décapage (France)
- Décharge (France)
- Denver Quarterly (États-Unis)
- Descant (Canada)
- Dialog (Pologne)
- Dissonances (France)
- Doc(k)s (France)
- The Drouth (Écosse)
- Dusie (numérique, Suisse)

### E
- Eclectica Magazine (numérique)
- Éloizes (Acadie, Canada)
- Emerson Review (États-Unis)
- Encres vives (France)
- L'Encrier renversé (France)
- Epoch (États-Unis)
- Esprit (France)
- Estuaire (Canada)
- Étoiles d'encre (Éd. Chèvre-feuille étoilée, France)
- Europe (France)
- Evergreen Review (États-Unis)
- Existere (Canada)
- Exquisite Corpse (numérique)

### F
- Faire-part (France)
- Fantastyka (Pologne)
- Fantasy & Science Fiction Magazine (États-Unis)
- Fario (France)
- Féeries. Études sur le conte merveilleux XVIIe – XIXe siècle (France. numérique)
- La Femelle du requin (France)
- Fence (États-Unis)
- Fiction (États-Unis)
- Fiction Fix (États-Unis)
- Fiction Weekly (numérique)
- The Fiddlehead (Canada)
- Fireweed (Canada)
- The First Line (États-Unis)
- Fleeting Magazine (numérique)
- The Florida Review (États-Unis)
- Flyway (États-Unis)
- Folio (États-Unis)
- Formules[3] (France/États-Unis)
- Fourteen Hills (États-Unis)
- Fugue (États-Unis)
- Fusées[4] (France)
- Futures Mystery Anthology Magazine (États-Unis)

### G
- Gangway (Australie)
- Geist (Canada)
- Georgia Review (États-Unis)
- Georgetown Review (États-Unis)
- The Gettysburg Review (États-Unis)
- GHLL (The Green Hills Literary Lantern) (numérique)
- Gigantic (États-Unis)
- Glimmer Train (États-Unis)
- GONG (France)
- Graminées (France)
- Grandes largeurs (France)
- Granta (Royaume-Uni)
- Green Mountains Review (États-Unis)
- Greensboro Review (États-Unis)
- Grèges (France)
- Griffith Review (États-Unis)
- Grub Street (États-Unis)
- GRUPPEN (France)
- GUD Magazine (États-Unis)
- Guernica Magazine (numérique)
- Gustave ( France)  (numérique )
- Gulf Coast (États-Unis)
- Gulf Stream Magazine (États-Unis)
- The GW Review (États-Unis)

### H
- Hambone (États-Unis)
- Harfang (France)
- Harper's Magazine (États-Unis)
- Harpur Palate (États-Unis)
- Hart House Review (Canada)
- The Harvard Advocate (États-Unis)
- Harvard Review (États-Unis)
- Hayden's Ferry Review (États-Unis)
- Hermaphrodite (France)
- L’Hermine et la plume (France)
- Hiram Poetry Review (États-Unis)
- Les Hommes sans épaules (France)
- The Horn Book Magazine (États-Unis)
- L'hôte (France)
- The Hudson Review (États-Unis)

### I
- If (1992-)
- Image (États-Unis)
- Inculte (France)
- Indiana Review (États-Unis)
- L'Infini (France)
- Inuits dans la jungle (France)
- Inkwell (États-Unis)
- The Iowa Review (États-Unis)
- Iton 77 (Israël)
- L'Inventoire (numérique - France)

### J
- Jabberwock Review (États-Unis)
- Jacket Magazine (numérique)
- James Dickey Review (États-Unis)
- Jardins (France)
- Jointure (France)

### K
- Kanyar (La Réunion - France)
- The Kenyon Review (États-Unis)
- Kaurab (Inde)
- Kwani? (en) (Kenya)

### L
- Lake Effect (États-Unis)
- The Lakeview Review (numérique)
- Lettres du domaine (Québec)
- Les Lettres et les Arts (Suisse)
- The Lifted Brow (Australie)
- Ligne 13 (France)
- Lignes (France)
- Ligne de risque (France)
- Literary Review (Royaume-Uni)
- Literal Latte (numérique)
- Literary Review of Canada
- Literatura na Świecie (Pologne)
- La Littérature internationale (France, 1933 à 1945)
- Litklub (Russie)
- L'ivrEscQ (Algérie)
- Locus Magazine
- Loggernaut (numérique)
- The London Magazine (Royaume-Uni)
- London Review of Books
- Louisiana Literature (États-Unis)

### M
- Maayan (Israël)
- Macabre Cadaver (numérique)
- Le Magazine littéraire (France)
- The Malahat Review (Canada)
- Manoa (États-Unis)
- Marginales, Belgique.
- Margie (États-Unis)
- The Massachusetts Review (États-Unis)
- Le Matricule des anges (France)
- McSweeney's (États-Unis) formellement Timothy McSweeney's Quarterly Concern (en)
- Meanjin (Australie)
- Memewar (Canada)
- La Mer gelée (France)
- Michigan Quarterly Review (États-Unis)
- Mid-American Review (États-Unis)
- The Minnesota Review (États-Unis)
- Mir Fantastiki (Russie)
- The Missouri Review (États-Unis)
- Modern Review (États-Unis)
- La Moitié du fourbi (France)
- Les Moments littéraires (France)
- Le Monde lyonnais (France)
- Monkeybicycle (États-Unis)
- Moondance Magazine (numérique)
- Muschelhaufen (Allemagne)
- Muse India (numérique)

### N
- N+1 (États-Unis)
- Natural Bridge (États-Unis)
- Narrative Magazine (numérique)
- New American Writing (États-Unis)
- New Delta Review (États-Unis)
- The New Criterion (États-Unis)
- New England Review
- The New Islander
- New Letters
- New South
- The Newtowner: An Arts and Literary Magazine
- The New York Review of Books (États-Unis)
- The New Yorker (États-Unis)
- New York Quarterly (États-Unis)
- News from the Republic of Letters
- Ninth Letter
- Nioques (France)
- NOON
- North American Review (États-Unis)
- North Dakota Quarterly (États-Unis)
- La Nouvelle Revue française (France)
- Novy Mir (Russie)
- Nowe Książki (Pologne)
- NU(e) (France)
- Nuit blanche (Canada)
- Nunc (France)
- Nuori Voima (Finlande)
- Nyugat (Hongrie)

### O
- Odra (Pologne)
- Ogoniok (Russie)
- Oh Comely (Royaume-Uni)
- One Story
- One cool word magazine (Canada)
- Open City
- Opium Magazine
- L'Or aux treize îles (France)
- Orion Magazine
- Other Voices
- Overland (Australie)
- Owen Wister Review
- Oxford American (États-Unis)
- Oxonian Review

### P
- Page Paysage (numérique)
- ParisLike (numérique, France)
- Parnasso (Finlande)
- Parnassus
- Parting Gifts
- The Paris Review
- La Passe[5] (France)
- Paysages écrits (numérique, France)
- Pearl
- PEN America (États-Unis)
- Pen Pusher (Royaume-Uni)
- Perigee: Publication for the Arts (numérique)
- Permafrost
- Pertinent (Australie)
- Phoebe
- Phœnix (France)
- La Pierre et le sel (France) (numérique)
- The Pinch
- Planet
- Place de la Sorbonne[6] (France)
- Pleiades
- Ploughshares
- P. N. Review (Royaume-Uni)
- Po&sie (France)
- Poésie Première (France)
- Poésie Mag (France)  (numérique)
- Poeteka (Albanie)
- Poetry
- Poetry Ireland Review (Irlande)
- Poetry Review (Royaume-Uni)
- Poezibao (France) (numérique)
- Point de chute[7],[8] (France)
- Post Road
- Potomac Review
- Pourtant (France)
- Prairie Fire (Canada)
- Prairie Schooners
- Le Préau des collines[9] (France)
- Propos de campagne (France)
- Pro/p(r)ose Magazine (France) (numérique)
- Puzha Magazine (Inde)
- A Public Space

### Q
- Quadrant (Australie)
- Quarterly Literary Review Singapore (Singapour)
- Quarterly West
- La Quinzaine littéraire (France)

### R
- RALM (France)
- Raritan Quarterly Review
- Recoins (France)
- Recours au poème (France) (numérique)
- Reed Magazine
- Red Leaves / 紅葉 (Australie)
- Reed Magazine
- Rehauts[10] (France)
- Remue Méninge (France)
- Résonance générale[11] (France)
- La Revue de Belles-Lettres (Suisse)
- La Revue des Citoyens des Lettres (Suisse)
- Revue des deux Mondes (France)
- Revue Jules Verne (France)
- Revue des Livres (France)
- La Revue littéraire (France)
- Revue Métèque (France)
- River Styx Magazine
- Roanoke Review
- Room of One's Own (Canada)

### S
- St. Petersburg Review
- Salamander
- Salmagundi
- Saranac Review
- School Magazine (Australie)
- The Seattle Review
- Secousse (numérique, France)
- Sensitive Skin Magazine
- Sève (France)
- The Sewanee Review
- Shenandoah
- Shinchō (Japon)
- Short Stories Etc (numérique, France)
- Sigila (France, Portugal)
- Skive Magazine (Australie)
- Smartish Pace
- SNReview (numérique)
- Sœurs (France)
- Sonora Review
- The South Carolina Review (États-Unis)
- South Dakota Review (États-Unis)
- Southern Humanities Review (États-Unis)
- Southern Indiana Review (États-Unis)
- The Southern Review
- Southwest Review
- Spered Gouez / L'Esprit sauvage (France)
- The Stinging Fly (Irlande)
- Storgy (États-Unis)
- StoryQuarterly
- storySouth
- Straylight Magazine
- Subtropics
- The Sun Magazine
- Swedish Book Review (Suède)
- Sycamore Review
- Syncope (France)

### T
- Talking River Review
- Tampa Review
- Tarpaulin Sky
- Tar River Poetry
- Les Temps modernes (France)
- Terre à ciel (France) (numérique)
- Textsound
- Thauma (France)
- Théodore Balmoral (France)
- The Threepenny Review
- Third Coast
- Timber Creek Review
- The Times Literary Supplement
- Tin House
- Toasted Cheese
- Tolkien Studies
- Transfuge (France)
- Transkrit[12] (Luxembourg)
- Triages (France)
- Les Tribulations d'Eric Dubois (France)  (numérique)
- TriQuarterly
- Triple Canopy
- Tulane Review
- Tuli&Savu (Finlande)

### U
- Underground Voices Magazine

### V
- Varlık (Turquie)
- Vents Alizés (Hongrie, Seychelles)
- Verso (France)
- Vestal Review
- Vinduet (Norvège)
- Virginia Quarterly Review
- Viridis Candela (France)
- Voiceworks (Australie)
- Voix d'encre (France)

### W
- War, Literature & the Arts
- Washington Square Review
- Weber Studies
- West Branch
- Westerly (Australia)
- Wet Ink (Australia)
- Wheelhouse Magazine
- Whistling Shade
- White Fungus Magazine (Taiwan)
- Wilderness House Literary Review (numérique)
- WIP. Littérature sans filtre[13] (France)
- Witness
- Word Riot (numérique)
- Workers Write!
- World Literature Today
- Wormwood (United Kingdom)
- The Write Place At the Write Time
- Writers' Bloc (defunct) (numérique)
- Writers' Forum

### X
- Xavier Review

### Y
- The Yale Review (États-Unis) parfois Yale Review

### Z
- Znamia (Russie)
- Zoetrope: All-Story (en) (États-Unis)
- ZYX
- Zyzzyva

## Revues disparues
- 391 (Espagne, 1917-1924)
- Action poétique (France, 1950-2012)
- Action restreinte (France, 2002-2010)
- Aires (France, 1985-1997)
- The American Mercury (États-Unis, 1924–1981)
- L'Angoisse (deuxième série - France, 2012-2013)
- Antaeus (Maroc & États-Unis, 1970–1994)
- Anything That Moves (États-Unis, 1990–2002)
- L'Arbalète (France, 1940-1941)
- Argile (France, 1973-1981)
- L'Arsenal (France, 2005-2011)
- Athenaeum (Royaume-Uni, 1828–1921)
- Aujourd'hui poème (France, 1999-2008)
- Autre sud (France, 1998-2006)
- Bananas (Royaume-Uni, 1975–1979)
- Barque, La (France, 2006-2012 ?)
- The Beau (Royaume-Uni, 1981–1984)
- Bibelot (États-Unis, 1895–1914)
- BLAST (Royaume-Uni, 1914–1915)
- The Bookman (United States, 1895–1933)
- The Bookman (Royaume-Uni, 1891–1934)
- Borborygmes (France, 2006-2014)
- Bordercrossing Berlin
- Botteghe Oscure (Italie, 1948–1960)
- Cahiers de l'Archipel (France, 1980-2005)
- Cancer ! (France, 2000-2004)
- Caravanes (France, 1989-2003)
- Les Cahiers du Sud (France, 1923-1966)
- La Chambre rouge (France, 1981-1985)
- Change (France, 1968-1983)
- Chelsea (États-Unis, 1958–2007)
- Le Cheval de Troie (France, 1947-1948)
- Le Cheval de Troie (France, 1990-1996)
- CLUTCH (États-Unis, 1991–1998)
- Contempo (États-Unis, 1931–1934)
- Contrelittérature (France, 1999-2010)
- La Crécelle noire (France, 1980-1984)
- The Criterion (Royaume-Uni, 1922–1939)
- Dérive (France, 1975-1980)
- The Dial (États-Unis, 1840–1929)
- Digraphe (France, 1974-2000)
- Documents (France, 1929-1931)
- The Dome (Royaume-Uni, 1897–1900)
- The Dublin Magazine (Irlande, 1923–1958)
- Edda (France, 1958-1964)
- The Egoist (Royaume-Uni, 1914–1919)
- Encounter (Royaume-Uni, 1953–1991)
- The English Intelligencer (Royaume-Uni, 1966–1968)
- L'Éphémère (France, 1967-1972)
- L'Énergumène (France, 1973-1979) , Cahiers de l'Énergumène (Paris, 1982-1984) , dir. publ. Gérard-Julien Salvy
- Les Épisodes (France, 1997-2003)
- Ffwl (France, 2000-2001)
- fig.[14] (France, 1989-1992)
- The Glebe (États-Unis, 1913–1914)
- Le Grand Jeu (France, 1928-1930)
- Le Grand os (France, 2007-2012)
- Grand Street (magazine) (États-Unis, 1981–2004)
- Homnésies (France, 1983-1985)
- Horizon (magazine) (Royaume-Uni, 1940–1949)
- Impur (France, 2008-2009)
- In’hui[15] (France, 1977-2002)
- Ireland Today (Irlande, 1936–1938)
- Issue (France, 2002-2004)
- Java (France, 1989-2005)
- Les Lettres nouvelles (France, 1953-1977)
- The Little Review (États-Unis, 1914–1929)
- Le Mâche-Laurier (France, 1993-2008)
- Le Magazine des Livres (France, 2006-2012)
- Mercure de France (France, 1890-1965)
- The Messenger (États-Unis, 1917–1928)
- Minotaure (France, 1933-1939)
- Mir[16] (France, 2007-2009)
- Modern Review (Royaume-Uni, 1991–1995)
- Moody Street Irregulars (États-Unis, 1978–1992)
- Nebraska Review (États-Unis, 1972–2003)
- Nemonymous (Royaume-Uni, 2001–2010?)
- New World Writing (États-Unis, 1951–1964)
- New Yorkshire Writing (Royaume-Uni, 1977–1979)
- Nineteenth Century (And After) (Royaume-Uni, 1877–1972)
- Nocturnal Submissions (Australie, 1991–1999)
- Le Nouveau Recueil (France, 1995-2008)
- Nyx (France, 1987-1992)
- Obliques (France, 1971-1981)
- L'Œil bleu (France, 2006-2011)
- L'Œuf dur (France, 1921-1924)
- Ole' Magazine (États-Unis)
- Old Crow Review (États-Unis, 1990–2005)
- Omnibus (France, 1991-1995)
- Optimism Monthly (République tchèque, 1995–2009)
- Others: A Magazine of the New Verse (États-Unis, 1915–1919)
- Partisan Review (États-Unis, 1934–2003)
- Passages (France, 2006-2009)
- La Pensée de midi (France, 2000-2010)
- Perpendiculaire (France, 1995-1998)
- Puck (États-Unis)
- The Quiet Feather (Royaume-Uni, 2003–2007)
- Ramparts (États-Unis, 1962–1975)
- Recueil (France, 1984-1995)
- Revue de l'ACILECE (France, 1962-1983)
- Revue de Paris (France, 1829–1970)
- La Revue internationale des livres et des idées (France, 2007-2011)
- La Revue juive (France, 1925-1925)
- Revue politique et littéraire devenue Revue bleue (France, 1863-?)
- La Révolution surréaliste (France, 1924-1929)
- Rouge déclic (France, 2009-2012)
- San Francisco Review of Books (États-Unis, 1975–1997)
- The Savoy (Royaume-Uni, 1896)
- Scripsi(Australie, 1981–1994)
- Shadowed Realms (numérique, 2004–2006)
- Siècle 21 (France, 2002-2010)
- The Smart Set (États-Unis, 1900–1930)
- Story (Autriche & États-Unis, 1931–2000)
- Structure (France, 1957-1958)
- Supérieur Inconnu (France, 1999-2009)
- Le surréalisme au service de la révolution (France, 1930-1933)
- SURR : Surréalisme, Utopie, Rêve, Révolution (France, 1996-2005)
- Tel Quel (France, 1960–1982)
- TINA (France, 2008-2011)
- Transatlantic review, (France/Royaume-Uni, 1924)
- Transatlantic Review (États-Unis/Royaume-Uni, 1959–1977)
- Transition (France, 1927–1938)
- TXT (1969-1993)
- Vents et Marées (France, 1976-1992)
- Le Voleur (France)
- Vedem (Tchécoslovaquie, 1942–1944)
- X (Royaume-Uni, 1959–1962)
- The Yellow Book (Royaume-Uni, 1894–1897)
- Le Zaporogue[17] (199x)

### Source
- (en) Cet article est partiellement ou en totalité issu de l’article de Wikipédia en anglais intitulé « List of literary magazines » (voir la liste des auteurs).